# 弓唇裂腹魚
弓唇裂腹鱼（学名：Schizothorax curvilabiatus）为輻鰭魚綱鯉形目鲤科的其中一種。分布於亞洲中國西藏自治區墨脫縣與察隅縣，體長可達到27.7公分，棲息在中底層水域。